# Latorpsbruk
Latorpsbruk est une localité de Suède dans la commune d'Örebro située dans le comté d'Örebro.

## Démographie
Sa population était de 786 habitants en 2020.